# Усково (Алтайский край)
Усково — село в Кытмановском районе Алтайского края России. Входит в Семено-Красиловский сельсовет.

## История
Село Усково было основано после отмены крепостного права.
С 1935 по 1941 годы колхозы развивались, большое внесение уделялось разведению лошадей.
В 1950 году два колхоза были объединены под названием «имени Дзержинского». В ноябре 1950 года к объединенному колхозу присоединились колхозы «Путь Ленина» (с. Усково) и «Первый шаг» (пос. Проскуриха).
В 2001 г. колхоз был признан банкротом и прекратил своё существование. Большинство жителей села в настоящее время остались без работы. Сельчане живут в основном на доходы от личного подсобного хозяйства.

## Население
| 1926 | 1997 | 1998 | 1999 | 2000 | 2001 | 2002 | 2003 | 2004 | 2005 |
| ---- | ---- | ---- | ---- | ---- | ---- | ---- | ---- | ---- | ---- |
| 824  | ↘105 | ↘101 | ↘96  | ↘95  | ↗99  | ↘93  | ↘86  | ↗89  | ↗90  |
| 2006 | 2007 | 2008 | 2009 | 2010 | 2011 | 2012 | 2013 |      |      |
| ↘82  | ↘77  | ↘75  | ↘69  | ↘60  | →60  | ↘56  | →56  |      |      |

## Люди, связанные с селом
- Иван Гаврилович Мерзляков (1922—1945). Родился в 1922 году в селе Усково, Кытмановского района Алтайского края. Окончил 4 класса. Работал трактористом в колхозе «Путь Ленина». В августе 1941 года призван в Красную Армию. Полный кавалер ордена Славы. Похоронен на кладбище города Прошовице.